# Lymeon pilosus
Lymeon pilosus är en stekelart som först beskrevs av Taschenberg 1876.  Lymeon pilosus ingår i släktet Lymeon och familjen brokparasitsteklar. Inga underarter finns listade i Catalogue of Life.